# Gobiöknen
Gobiöknen är ett stort ökenområde i östra Centralasien (södra Mongoliet och nordvästra Kina). Det är en av världens största öknar som med en medelhöjd av cirka 1 000 m över havet upptar större delen av Mongoliet, Inre Mongoliet och norra delarna av provinsen Gansu.
Den utgör den centrala delen av det upp till 1 000 km breda bäcken, vars östra rand utgörs av Stora Hinggan och vilket i norr begränsas av Altaj och de transbajkalska kedjorna, i söder av Qilianbergen. I väster delas detta bäcken av Tianshans österut förtonande kedjor i dsungariska bäckenet och Tarimbäckenet, vilkas centrala ökenbälten utan markerad gräns övergår i Gobi.
Inom Gobi urskiljer man två större sänkningsfält: Iren-nor-bäckenet, som upptar Gobis centrala del och sänker sig till cirka 900 m ö.h. vid den lilla saltsjön Iren-nor, samt Gashun-nor-bäckenet längst i sydväst med sjöarna Socho-nor och Gashun-nor (990 m). Genom låga, mer eller mindre uthålliga bergtrösklar uppdelas dessa depressioner i sin tur i mindre bäcken (mongoliska: tala), vilka ofta vart och ett representerar ett isolerat dräneringsområde, inneslutande en liten saltsjö eller ett saltträsk. Till Gobi räknas här inte Dalai-nor-bäckenet i nordöstra Mongoliet, vilket genom floden Kerulen delvis dräneras till Stilla havet.
Den svenske forskaren Sven Hedin var med och kartlade Gobiöknen, den östra delen var då outforskad medan den västra delen var ganska väl känd. Hedin kom med kunskap om den första gången 1897. Den svenske upptäcktsresande Lorenz Lange vandrade genom och beskrev Gobiöknen redan 1715 på uppdrag av Peter den store.